# دوربین جعبه‌ای

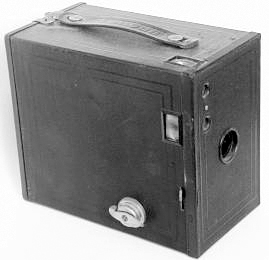
یک دوربین جعبه‌ای

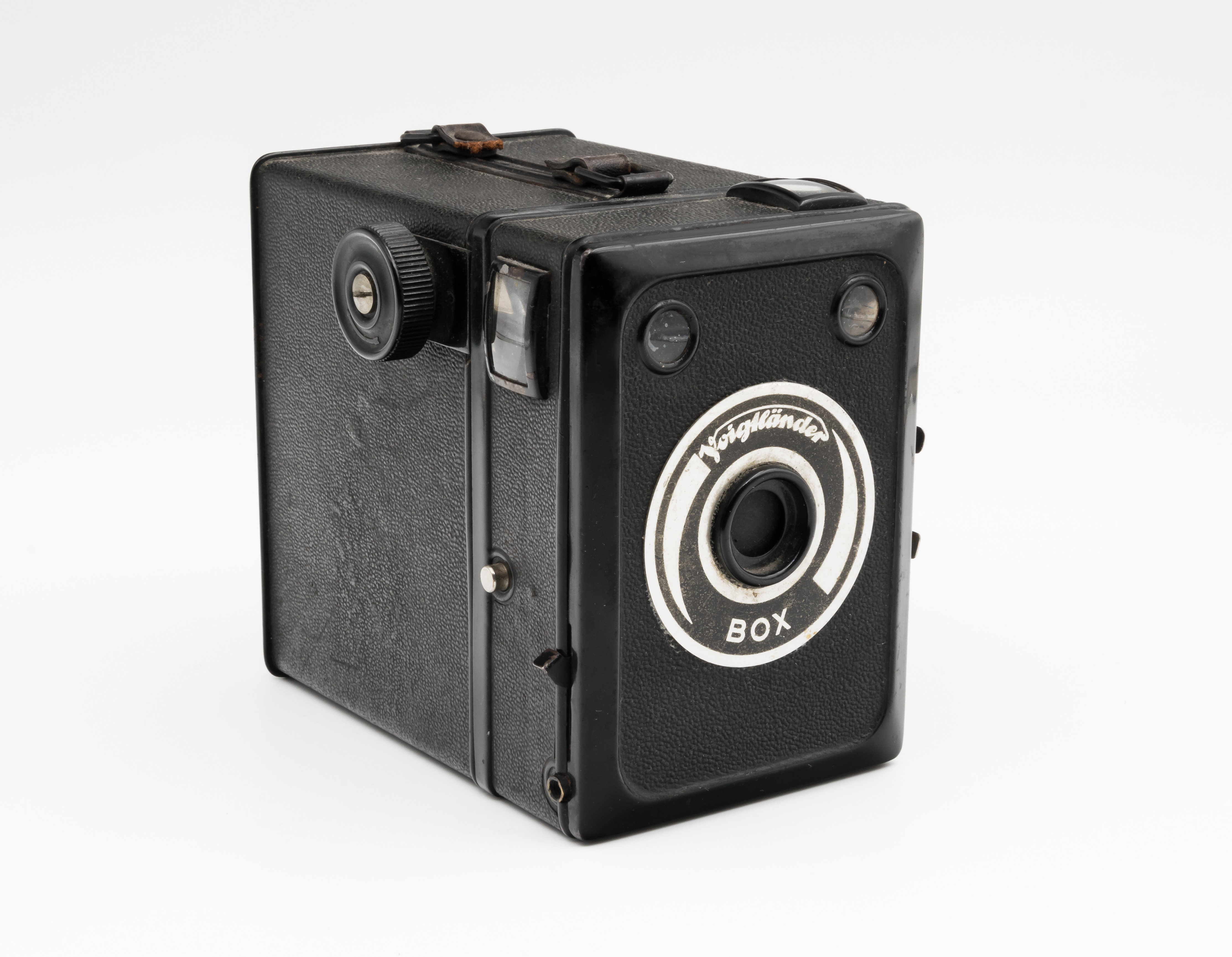
یک دوربین جعبه‌ای کلاسیک.

دوربین جعبه‌ای (به انگلیسی: Box camera) یک نوع دوربین عکاسی است که پس از دوربین سوراخ سوزنی ساده‌ترین گونهٔ دوربین است. شکل سنتی این نوع دوربین‌ها شامل یک عدسی یا لنز در قسمت جلو و فیلم عکاسی در انتهای دیگر آن است؛ که لنز آن‌ها دارای فوکوس ثابت و معمولاً فاقد کنترل دیافراگم و سرعت شاتر است و که این ویژگی‌ها، تنها امکان عکسبرداری در روز از اجسام ایستا و ساکن در فاصلهٔ متوسط را به عکاس می‌دهد.

## هدف
دوربین KODAK معرفی شده در سال ۱۸۸۸ اولین دوربین جعبه‌ای بود که به طور گسترده‌ای توسط عموم به تصویب رسید و طراحی آن برای طرح‌های دوربین جعبه‌ای معرفی شده توسط بسیاری از تولیدکنندگان مختلف تبدیل شد. استفاده از فیلم رول انعطاف‌پذیر به این معنی بود که دوربین‌ها سبک و قابل حمل بودند و می‌توانستند بدون محصور شدن سه پایه‌ها و مشکل همراه استفاده از صفحات عکاسی شیشه‌ای که معمولی از دوربین‌های حرفه‌ای بودند، مورد استفاده قرار گیرند. پیش از معرفی کوداک، عکاسان مسئول ترتیبات خود برای توسعه و چاپ تصاویر خود بودند. اولین کوداک از پیش لود شده با فیلم آمد و مشتری دوربین را برای پردازش به کوداک برگرداند و با فیلم برای مشتری دوباره بارگذاری شود. در سال ۱۹۰۰ یک دوربین جعبه صفحه ییل ۲ دلار آمریکا (حدود ۶۱٫۰۰ دلار در سال ۲۰۱۹هزینه داشت. و یک جعبه رولفیلم کوداک به قیمت ۱ دلار آمریکا فروخته شد (حدود ۳۱٫۰۰ دلار در سال ۲۰۱۹دلار)

## اختراع
ایدهٔ ساخت چنین دوربینی توسط مخترع فرانسوی ژوزف نیسه فور نیپس ارائه شده بود. او با همکاری لوئی داگر در دههٔ ۱۸۲۰ موفق به ساخت دوربین جعبه‌ای شد.